# П-194М
П-194М — полевой телефонный коммутатор ручного обслуживания средней ёмкости системы МБ. Предназначен для обеспечения внутренней телефонной связи между абонентами МБ на пульте управления, а также для связи по соединительным линиям с ЦБ и АТС. Коммутатор с индукторным вызовом и шнуровой коммутацией абонентов обладает ёмкостью на 40 номеров.

## Общее описание
В состав комплекта входят коммутатор на 40 номеров, два блока цепей внутренней связи БЦВС-20, испытательный блок и блок удлинителей, а также соединительное и вспомогательное оборудование с прилагающимися запчастями и документацией. Приборы коммутатора смонтированы в стальном неразъёмном корпусе, для установки коммутатора при развёртывании станции или для транспортировки используется стол-укладка. Коммутатор устанавливается на нём и крепится при помощи двух откидных запоров, прикреплённых на боковых рамах стола-укладки. В дальнейшем выпускался вариант П-194М1, который отличается тем, что вместо двух блоков БЦВС-20 используется единый блок ЦВС-40, а также возможна ускоренная проверка 10 абонентских комплектов коммутатора.

## Основные возможности
Коммутатор может обеспечивать приём сигналов вызова и отбоя от абонентов, дублирование сигналов вызова и отбоя звонком постоянного тока, опрос абонента по любому шнуру, посылку вызова абоненту от индуктора, ГВТ или сети переменного тока 127/220 В. Возможно соединение двух любых абонентов между собой с помощью шнуровых пар (не более 12 одновременных соединений), групповое соединение 4 абонентов и контроль прохождения разговора и вызова (с помощью оптического индикатора). Также возможно проведение эксплуатационных испытаний и измерений с помощью испытательного блока.

## Характеристики

### Физические
- Масса комплекта: 400 кг (в том числе масса коммутатора 90 кг)
- Рабочий диапазон температур: от -10 до +50°С (относительная влажность среды не более 98%)
- Время развёртывания: от 10 до 15 мин. (команда из 5 чел.)
- Время свёртывания: от 15 до 20 мин. (команда из 5 чел.)

### Электрические

#### Затухание
Все параметры приводятся для частоты 800 Гц.
- Затухание, при котором обеспечивается устойчивое прохождение сигнала вызова на телефон ТА-57:
  - От индуктора — не менее 35 дБ (4 Нп)
  - От сети переменного тока — не менее 28 дБ (3,2 Нп)
  - От ГВТ — не менее 26 дБ (3 Нп)
- Вносимое затухание шнуровой пары в разговорную цепь: не более 1,3 дБ (0,15 Нп)
- Переходное затухание между двумя любыми шнуровыми парами: не менее 73,8—74 дБ (8,5 Нп)
- Рабочее затухание шнуровой пары:
  - При соединении двух абонентов МБ — не более 0,15 Нп (1,3 дБ)
  - При соединении абонентов МБ со станциями ЦБ и АТС — не более 0,2 Нп (1,74 дБ)
- Затухание при посылке вызова через линию:
  - От индуктора — не менее 2,5 Нп (21,7 дБ)
  - От сети переменного тока с использованием трансформатора — не менее 2,2 Нп (19,1 дБ)
  - От ГВТ — не менее 2 Нп (17,4 дБ)
- Затухание при телефонной передаче и приёме с помощью разговорных приборов рабочего места телефониста: до 4,5 Нп (29,1 дБ)

#### Электропитание
Электропитание разговорных приборов, сигнального звонка и испытательного блока осуществляется благодаря четырём отдельным галетным батареям типа ГБ-10-У-1,3. Питание ГТВ осуществляется от аккумуляторной батареи типа 5-НКН-42 напряжением 12 В. Также вызывной трансформатор может питаться от сети переменного тока 220 В. ГТВ, сигнальный звонок и номеронабиратель снабжены фильтрами подавления радиопомех. Для модификации П-194М1 предусматривалось использование батарей 10-НКН-45с для сигнального звонка (напряжение 12 В).

### Пропускная способность
Коммутатор П-194М рассчитан на включение 40 абонентских линий, в том числе следующих СЛ:
- три линии (№ 38-40) к станциям ЦБ или АТС
- 10 линий (№ 11-20) к радиостанциям УКВ с дистанционным управлением
- 20 линий к канало-образующей аппаратуре диспетчерской станции с возможностью включения и выключения удлинителей.

Комплекты могут использоваться для включения телефонного аппарата системы МБ с индукторным вызовом. Для осуществления соединений у телефониста есть 12 шнуровых пар, которые дают возможность производить опрос, посылку вызова, соединять абонентов между собой и контролировать прохождение разговора.

### Дальность действия
Приём вызова от ТА-57 через линию с затуханием до 2 Нп (17,4 дБ):
- По кабелю П-274М — до 17 км.
- По кабелю П-268 — до 25 км.
- По ПВЛС — до 120 км.
- По СЛ со станциями ЦБ и АТС — до 8 км.

Длина соединительной линии для УКВ-радиостанций, включенных в П-194М, зависит исключительно от электрических характеристик кабеля (для П-274М она составляет 7 км).